# Methone metella
Methone metella är en fjärilsart som beskrevs av Hans Ferdinand Emil Julius Stichel 1919. Methone metella ingår i släktet Methone och familjen Riodinidae. Inga underarter finns listade i Catalogue of Life.